# Ullastrell
Ullastrell (em catalão e oficialmente), também conhecido tradicionalmente como Ustrell é um município da Espanha, na comarca do Vallès Occidental, província de Barcelona, comunidade autónoma da Catalunha. Tem 7,39 km² de área e em 2021 tinha 2 096 habitantes (densidade: 283,6 hab./km²).